# Лунисоларни календар
Лунисоларни календар је врста календара чији датум указује и на месечеву мену и на доба соларне године. Ако је соларна година дефинисана као тропска година, онда ће лунисоларни календар указивати на годишње доба; ако се ради о сидералној (звезданој) години, онда ће календар предвиђати сазвежђе близу којег може бити пун Месец (уштап). Обично се тражи да година има цео број месеци, при чему већина година има 12 месеци а свака друга или трећа 13 месеци.

## Примери
Данас су лунисоларни календари: будистички, хебрејски, хиндуистички, тибетански, кинески и корејски. Некада су то били: јапански (до 1873), предисламски, републикански римски календар (формално до 45. п. н. е. али је још много раније изгубио синхронизацију са Сунцем и Месецом), галски календар из Колињија из 1. века и бабилонски календар из 2. миленијума п. н. е.. Неки древни предисламски календари у Саудијској Арабији следе лунисоларни систем.
Кинески, Колињи и хебрејски лунисоларни календар прате тропску годину (што значи да указују на годишње доба), док будистички и хинду лунисоларни календари прате сидералну годину (и указују на положај пуног Месеца међу звездама). Тибетански календар је био под утицајем и кинеског и хинду календара.
Исламски календар је чисто лунарни календар, његов датум нема везе са Сунцем. јулијански и грегоријански календар су чисто соларни календари јер њихови надневци не указују на Месечеву мену. Ипак, већина хришћана користе лунисоларни календар приликом одређивања датума Ускрса.

## Одређивање преступних месеци
Да би се одредило када треба убацити емболизмички месец, неки календари се ослањају на директно осматрање стања вегетације (нпр., у старој Палестини, да ли је јечам зрео) а други пореде еклиптичку лонгитуду Сунца и Месечеву мену.
С друге стране, у аритметичким лунисоларним календарима, се цео број синодичких месеци одређеним фиксним правилом уклапа у неки цео број година. Да би се конструисао такав календар, просечна дужина тропске године се дели просечном дужином синодичког месеца, чиме се добија да просечних синодичких месеци у години има:
```
12,368266......
```

Континуални разломци ове децималне вредности дају оптималне апроксимације ове вредности. Оне су пописане доле, са бројем синодичких месеци у бројитељу и бројем тропских година у именитељу:
```
  12 /   1 = 12           (грешка = -0,368266... синодички месец/година)
  25 /   2 = 12,5         (грешка = 0,131734... синодички месец/година) 
  37 /   3 = 12,333333... (грешка = 0,034933... синодички месец/година)
  99 /   8 = 12,375       (грешка = 0,006734... синодички месец/година)
 136 /  11 = 12,363636... (грешка = -0,004630... синодички месец/година)
 235 /  19 = 12,368421... (грешка = 0,000155... синодички месец/година)
4131 / 334 = 12,368263... (грешка = -0,000003... синодички месец/година)
```

У старом атичком календару је кориштен 8-годишњи циклус (99 синодичких месеци, од тога 3 емболизмичка), а такође и при израчунавању датума Ускрса почетком 3. века у Риму и Александрији.
Циклус од 19 година (235 синодичких месеци, од тога 7 емболизмичких) је класичан метонски циклус, који се користи у већини аритметичких лунисоларних календара. То је комбинација 8-годишњег и 11-годишњег периода, тако да кад год се грешка 19-годишње апроксимације нагомила на један дан, циклус се може скратити на 8 или 11 година, након чега 19-годишњи циклус може кренути изнова. Метонов циклус има цео број дана, мада Метонски циклус често подразумева циклус са децималним бројем дана. Адаптиран је на средњу годину од 365,25 дана преко Калипског циклуса од 4×19 година (који се у јулијанском календару користи за прорачуне Ускрса). Задња наведена апроксимација са 334-годишњим циклусом (4131 синодички месец, 123 емболизмичка) је врло осетљива на усвојене вредности дужине лунације (синодичког месеца) и године, нарочито године. Година се може дефинисати на разне начине, па другачије апроксимације могу бити тачније. Нпр. (4366/353) је тачније за годину пролећне равнодневице а (1979/160) за сидералну годину.

## Израчунавање „преступног месеца“
Приближна идеја о учесталости интеркаларног или преступног месеца у свим лунисоларним календарима се може добити помоћу рачунице која користи приближне дужине месеци и година у данима:
- Година: 365,25, месец: 29,53
- 365,25/(12 × 29,53) = 1,0307
- 1/0,0307 = 32,57 обичних месеци између преступних (уметнутих) месеци
- 32,57/12 − 1 = 1,7 простих (обичних) година између преступних година

Репрезентативни редослед обичних и Преступних година је ооПооПоПооПооПооПоП, што је класични метонски циклус. У будистичком и хебрејском календару, преступни месец може бити само на једном месту, тако да између два таква углавном има 36 обичних месеци, повремено 24. У кинеском и хиндуистичком календару, преступни месеци могу бити пре или после било ког месеца, али они такође користе реално кретање Сунца, тако да њихови преступни месеци обично нису у пар месеци од перихела (сада око 3. јануара/јануара), када је привидна брзина Сунца дуж еклиптике највећа. Тако између два преступна месеци има приближно 34 обична месеца (када су две обичне године заредом) одн. 29 месеци (када је само једна обична година између две преступне).

## Лунисоларни календари с небројеним временом
Алтернативни начин којим се може доскочити чињеница да соларна година не садржи цели број месеци је укључивање небројеног времена унутар године, које не припада ни једном месецу. Неки су обалскосалишки народи користили календар ове врсте. На пример, народ Чехалис почео је да броји лунарне месеце од доласка мрестећег краљевског лососа (у октобру по грегоријанском календару), а затим су одбројили 10 месеци након чега је следио небројен период до следеће краљевске лососке трке.